# Международная научная лунная станция
Международная научная лунная станция (МНЛС) — планируемая обитаемая (постоянно или с перерывами) станция на поверхности Луны или на её орбите. Строительство станции намечено на 2031—2035 годы. Этот проект Китая и России открыт и для участия других стран, готовых к равноправному сотрудничеству.
Станция должна быть готова к длительным периодам работы и без присутствия людей. Её планируется оснастить несколькими луноходами и прыгающим роботом.
Ведётся создание нормативно-правовой базы, обеспечивающей строительство и работу станции.
В проект станции интегрированы готовящиеся и реализуемые разведочные миссии 2020-х годов CNSA («Чанъэ-4», «Чанъэ-6», «Чанъэ-7», «Чанъэ-8») и Роскосмоса («Луна-25», «Луна-26», «Луна-27», «Луна-28»), получившие новую роль: подготовки к созданию станции. Так, миссия «Чанъэ-7» будет координироваться с российской «Луна-Ресурс-1» («Луна-26» и «Луна-27»). Согласно сведениям Би-би-си, постройку станции начнут в 2026—2030 годы китайский аппарат «Чанъэ-8» и российский «Луна-28», и станцию планируется сделать необитаемой (управляемой только роботами).

## История
Ещё в 1960-е годы в СССР детально прорабатывался проект создания лунной базы «Звезда». Однако, из-за сворачивания советского лунного проекта в 1970-е, он так и не был реализован.
В 2006 году, по заявлениям генерального конструктора РКК «Энергия» Николая Севастьянова, в РКК «Энергия» была разработана «Концепция программы развития пилотируемой космонавтики России на период 2006—2030 гг». На втором этапе представленной лунной программы, после 2015 года, должна была быть создана постоянная лунная орбитальная станция (ЛОС). На третьем этапе, после 2020 года, предполагалось создание постоянной базы на Луне.
В 2007 году на 7-й Международной научно-практической конференции «Пилотируемые полеты в космос» начальник отдела КБ «Салют» ГКНПЦ им. Хруничева Сергей Пугаченко заявил, что предприятие разрабатывает свои варианты лунной орбитальной станции и посещаемой лунной базы. Лунная орбитальная станция будет предназначена для передачи и хранения грузов и топлива, временного пребывания экипажей, а также исследований Луны.
В мае 2014 года СМИ стало известно о проекте Концепции российской лунной программы, подготовленной РАН, предприятиями Роскосмоса и МГУ. Цель данной программы явилось создание к середине века обитаемой базы на Луне.

## Общие сведения
В марте 2021 года Россия и Китай договорились о создании международной научной станции на Луне и (или) на её орбите. (в договоре на русском "комплекс исследовательских средств, создаваемый с возможным привлечением международных партнеров на поверхности и (или) на орбите Луны")  (в "дорожной карте" на английском "and/or")  Между «Роскосмосом» и Китайским национальным космическим управлением директором «Роскосмоса» Дмитрием Рогозиным и руководителем Китайской национальной космической корпорации Чжанем Кэцзянь в формате видеоконференции был подписан соответствующий меморандум.
16 июня 2021 года опубликована «дорожная карта» строительства станции.
В ноябре 2021 года вопрос присоединения к проекту рассматривало Европейское космическое агентство.
24 апреля 2022 года Китай и Россия подписали межправительственное соглашение по сотрудничеству и созданию международной научной лунной станции.
18 июля 2023 года Венесуэла и Китай подписали совместную декларацию о международной научной лунной станции и глубинном космосе.
На октябрь 2023 года в проекте участвуют Азербайджан, Белоруссия, Китай, ОАЭ, Пакистан, Россия, ЮАР, Азиатско-Тихоокеанская организация по космическому сотрудничеству, швейцарская компания Nano-SPACE.
На май 2024 года к России и Китаю в проекте Международной лунной станции присоединились 12 стран. По словам главы Роскосмоса Юрия Борисова, российско-китайская экспансия Луны стартует после 2036 года. До этого времени, в период с 2033 по 2035 годы Москва и Пекин запланировали доставку и размещение на спутнике Земли ядерной энергетической установки.

## Цели
Согласно дорожной карте строительства станции, на период с 2031 по 2035 год в её рамках запланированы 5 лунных миссий:
- ILRS-1: создание командного центра, энергетической и коммуникационной инфраструктуры
- ILRS-2: создание инфраструктуры для изучения лунной физики, создание геологических профилей, исследование лавовых трубок, сбор образцов
- ILRS-3: создание и отработка технологий использования «на месте» лунных ресурсов
- ILRS-4: отработка и проверка технологий для будущих исследований, лунных биомедицинских экспериментов, распределённого сбора и возврата на Землю образцов
- ILRS-5: создание инфраструктуры для лунной астрономии и наблюдений Земли с поверхности Луны

Научные цели проекта:
1. Изучение топографии, геоморфологии и геологической структуры Луны
2. Изучение физики и внутреннего строения Луны
3. Изучение лунной химии (материалов и геохронологии)
4. Изучение окололунного пространства
5. Астрономические наблюдения с поверхности Луны
6. Наблюдения Земли с поверхности Луны
7. Биологические и медицинские эксперименты в условиях лунной поверхности
8. Освоение лунных ресурсов[англ.]

## Строительство
Согласно РКК «Энергия», участвующей в разработке станции, станция будет строиться в траншее, с засыпкой сверху грунтом для защиты от радиации, подобно открытому способу строительства метро.
Базовая модель лунной станции должна быть завершена к 2028 году.